# Menji
Menji è la capitale del dipartimento di Lebialem, in Camerun.